# Kolhamster-Westerpolder
Kolhamster-Westerpolder is een voormalig waterschap in de provincie Groningen.
Het schap lag ten noorden en ten zuiden van Kolham. De noordgrens lag bij de Slochter Ae, de oostgrens langs de Hofsloot en iets zuidelijker zo'n 250 m oostelijk van de weg de Uiterdijk en 450 m oostelijk van de Rengerslaan, de zuidgrens lag langs het oude Winschoterdiep, de westgrens langs de Vrouwenlaan en 200 m westelijk van het verlengde hiervan (de Muldersloot) tot en met de Scharmer Ae. De molen stond in het noorden van de polder en sloeg uit op een watergang die uitmondde in de Slochter Ae.
Waterstaatkundig gezien ligt het gebied sinds 2000 binnen dat van het waterschap Hunze en Aa's.